# 第2裝甲軍團 (德意志國防軍)
第2装甲集团军（德語：Panzerarmee）是二战期间德国的一个装甲编队，于1941年10月5日由第2装甲集团军组建而成。古德里安装甲集群（德語：Panzergruppe Guderian），成立于1940年6月5日，以其指挥官海因茨·古德里安将军的名字命名。1940年6月上旬，在阿登突破后到达英吉利海峡后，古德里安装甲群由第19集团军组成，深入法国，切断了马其诺防线。1940年11月升级为第2装甲集群。